# Иљф и Петров
Иља Иљф (Иља Арнолдович Фајнзиљберг, рус. Илья Арнольдович Файнзильберг, 1897-1937) и Јевгениј Петров (Јевгениј Петрович Катајев, рус. Евгений Петрович Катаев, 1903-1942) су била два Совјетска књижевника активна у 1920-им и 1930-им. Већину дела су написали заједнички, тако да се најчешће спомињу као Иљф и Петров. Постали су веома популарни по своја два романа: „Дванаест столица“ и „Златно теле“. У оба романа главни јунак је авантуриста и довитљиви преварант Остап Бендер, који је у потрази за богатством. 

## Публикације
Иљф и Петров су стекли велики углед за своја два сатирична романа: Дванаест столица (1928) и његов наставак, Мало златно теле (1931). Два текста повезује њихов главни лик Остап Бендер, преварант у потрази за неухватљивим богатством. Обе књиге прате подвиге Бендера и његових сарадника који траже благо усред савремене совјетске стварности. Написане су и смештене су у релативно либералну еру совјетске историје, Нову економску политику 1920-их. Главни ликови углавном избегавају контакт са наизглед лабавим органима за спровођење закона. Наглашава се њихов положај изван организованог, циљано вођеног, продуктивног совјетског друштва. Такође даје ауторима подесну платформу са које могу сагледати ово друштво и исмевати његове мање атрактивне и мање социјалистичке аспекте. Ово су међу најчитанијим и најцитиранијим књигама у руској култури. Дванаест столица је адаптирано за око двадесет филмова; у Совјетском Савезу (од Леонида Гајдаја и Марка Захарова), у САД (посебно Мел Брукса) и у другим земљама.
Од касних 1920-их до 1937. године коаутори су написали неколико позоришних комада и сценарија, као и многе хумористичне приповетке и сатиричне чланке у часописима Чудак, 30 дана, Крокодил и Огониок; и новинама Правда и Литературна газета. У првим годинама заједничког стваралаштва Иљф и Петров су објављивали своје приче и сатире под пародијским псеудонимима: Толстојевски (састављен од имена писаца Толстоја и Достојевског), Дон Бусилио (од Дон Базилија, лика из опере Севиљски берберин, и руски глагол буса – саблазан, бука), Хладни филозоф и др.
Два писца су такође путовала широм Сједињених Држава из доба Велике депресије. Иљф је направио много слика током путовања, а аутори су направили фото есеј под називом „Америчке фотографије“, објављен у часопису Огониок. Убрзо након тога објавили су књигу Одноэтажная Америка (дословно: „Једноспратна Америка“), преведену као Мала златна Америка (алузија на Мало златно теле). Прво издање књиге није укључивало Иљфове фотографије. Фото есеј и књига документују њихове авантуре карактеристичним хумором и разиграношћу. Приметно је да се Иљф и Петров нису плашили да похвале многе аспекте америчког начина живота у овим делима док су били веома критични према другима. Наслов долази из следећег описа.
Америка је пре свега једно- и двоспратна земља. Већина америчког становништва живи у малим градовима од три хиљаде, можда пет, девет или петнаест хиљада становника.
Владимир Набоков их је сматрао „чудесно даровитим писцима“.
Иљф је умро од туберкулозе неколико месеци након повратка из САД. Петров је постао дописник са фронта током Другог светског рата и, након што је извештавао о борби у Севастопољу, погинуо је када се авион којим је путовао назад у Москву срушио док је летео ниско да би избегао противваздушну ватру.

### Романи
Историја настанка првог од романа писаца прозе – „Дванаест столица” – током деценија је толико обрасла легендама да је, према речима књижевних критичара Михаила Одеског и Дејвида Фелдмана, у одређеном тренутку постало тешко одвојити истину од фикције. У исходишту могуће преваре био је Јевгениј Петров, који је 1939. објавио своје мемоаре, према којима је Катајев старији предложио да он и Иљф припреме рукопис, према којем би мајстор, глумећи Думу оца, могао накнадно „проћи кроз руке мајстора“. План се чинио занимљивим коауторима и у августу (или почетком септембра) 1927. године почели су са радом. Први део је написан за месец дана, до јануара 1928. цео роман је завршен: „Падао је снег. Уредно седећи на санкама, носили смо рукопис кући ... Хоће ли наш роман бити објављен?” Готово одмах је почело његово објављивање на страницама часописа „Тридесет дана”; рад је објављен са наставком до јула.
Скоро исту верзију представио је у „Мојој дијамантској круни” Валентин Катајев, који је причу о „Дванаест столица” допунио сећањима како је, поставивши креативни задатак својим „књижевним црнцима”, отишао на Зеленортска острва. Коаутори су тамо повремено слали телеграме тражећи консултације о разним питањима, али су као одговор добијали кратке депеше са речима: „Размислите сами“. Вративши се у Москву на јесен, Катајев се упознао са првим делом, одбио је улогу Думе оца, предвидевши „дуг живот и светску славу“ за недовршено дело, а као плату за идеју затражио је да се роман посвети њему и уручи поклон у виду златне цигарете. Оба ова услова су била испуњена.
Према Одеском и Фелдману, историја коју су створили Петров и Катајев веома је контрадикторна, посебно ако се узму у обзир уређивачке и штампарске могућности 1920-их. Од тренутка када је било који рукопис примљен у редакцију до потписивања за објављивање, узимајући у обзир обавезне цензурне пресуде, обично би прошло много недеља; типографски рад је био исто толико дуг. Како књижевници сугеришу, до објављивања романа у јануарском броју „Тридесет дана” могло би доћи под условом да коаутори од јесени почну да преносе рукописе у часопис по деловима. Могуће је да су шеф редакције Василиј Регинин, који је познавао Катајева још од одеских времена, као и извршни уредник Владимир Нарбут, пристали да објаве радове аутора почетника без претходног упознавања са текстом. Као јемац у овом случају наступио је сам Валентин Петрович..

## Аутори сценарија
- Woman-Sycophant – комична игра (1930, “Подхалимка”)[12]
- House-Barracks – сценарио (1931, “Барак”)[13]
- Strong Feeling – водвиљ (1933, “Сильное чувство”)[14]
- Under the Circus Dome – комична игра (1934, комична игра Валентином Катајевим, „Под куполом цирка”)[15]

## Eкранизациja радова
1. 1933 — Двенадцать стульев (Пољска—Чехословачка)
2. 1936 — Цирк
3. 1936 — Однажды летом
4. 1938 — 13 стульев (Немачка)
5. 1961 — Совершенно серьёзно (Как создавался Робинзон)
6. 1962 — Двенадцать стульев (Куба)
7. 1968 — Золотой телёнок (режисер — Михаил Швејцер)
8. 1969 — Один из тринадцати (Италија, Француска)
9. 1970 — The Twelve Chairs (Двенадцать стульев) (САД)
10. 1971 — Двенадцать стульев (режисер — Леонид Гајдај)
11. 1972 — Ехали в трамвае Ильф и Петров (на основу прича и фељтона)
12. 1976 — Двенадцать стульев (4 серија, режисер — Марк Захаров)
13. 1989 — Светлая личность
14. 1993 — Мечты идиота (режисер — Василиј Пичул)
15. 2004 — Двенадцать стульев (Zwölf Stühle) (Немачка)
16. 2006 — Золотой телёнок (8 серија, режисер — Уљана Шилкина)

## У култури
The minor planet 3668 Ilfpetrov, discovered by Soviet astronomer Lyudmila Georgievna Karachkina in 1982, is named after them.